# 褐冠鹃隼
褐冠鹃隼（学名：Aviceda jerdoni）为鹰科鹃隼属的鸟类，分布在南亚和东南亚。该物种的模式产地在马来西亚马拉加。

## 保护
- 中国国家重点保护动物等级：二级

## 亚种
- 褐冠鹃隼指名亚种（学名：Aviceda jerdoni jerdoni）。在中国大陆，分布于云南、海南等地。[2]